# Iso-Herttu
Iso-Herttu är en sjö i kommunen Hankasalmi i landskapet Mellersta Finland i Finland. Sjön ligger 100,2 meter över havet. Den är 3,4 meter djup. Arean är 1,71 kvadratkilometer och strandlinjen är 8,09 kilometer lång. Sjön  ingår i Kymmene älvs huvudavrinningsområde.   Den ligger omkring 38 kilometer öster om Jyväskylä och omkring 250 kilometer norr om Helsingfors. 